# Grießkogel (Glocknergruppe)
Der Grießkogel ist ein 3066 m ü. A. hoher Berg in der Glocknergruppe und liegt im Bundesland Salzburg in Österreich. Der Berg bildet eine markante dreikantige Felspyramide die nach Süden über einen Grat mit dem Hocheiser verbunden ist. An der Basis der steil abfallenden Flanken befinden sich Gletscher. Im Westen das Obere Hocheiserkees und im Südosten das Grieskogelkees. Der Gipfel bietet eine hervorragende Rundsicht vor allem auf den Alpenhauptkamm zwischen dem Großen Wiesbachhorn und dem Großglockner, aber auch in die Granatspitzgruppe. Am Gipfel befindet sich eine Kassette mit Gipfelbuch und eine Skulptur in Form eines Bergkristalls.

## Aufstiege
Der markierter Weg vom Stausee Moserboden führt durch die Ostflanke über den Kleinen Grieskogel.